# ساندرا رزق
ساندرا رزق (بالإنجليزية: Sandra Rizk) (مواليد 25 أبريل 1982)، ولدت في قضاء الكورة، محافظة الشمال، لبنان.
توجت بلقب ملكة جمال لبنان لعام 2000.

## ملكة جمال لبنان
انتخبت ملكة جمال لبنان في يوم 22 سبتمبر 2000 حيث خطفت أنظار الجميع بجمالها وذكائها وثقافتها رغم صغر سنها فكانت تبلغ حينها 18 عاماً، فوزها باللقب جعلها تتأهل للمشاركة في مسابقة ملكة جمال العالم 2000، ثم مسابقة ملكة جمال الكون 2001.

## الحياة الشخصية
- تزوجت من رجل أعمال لبناني في العام 2010، زوج ساندرا رزق ليس معروفاً إعلامياً وهي كانت تعيش معه متنقلة بين بيروت وقطر، وفضلت بعد الزواج الابتعاد عن الأضواء وأن تمنح معظم وقتها لزوجها وبيتها.
- وضعت ساندرا أول مولودة لها وذلك في يوم 7 فبراير 2011 وقد سُميت الطفلة ب « نور». التي تشبهها تماما فهي شقراء مثلها وعيناها خضراء اللون.
- في العام 2013 باشرت بإجراء معاملات الطلاق من زوجها، وفي أبريل 2017 كسبت دعوى حضانة إبنتها الوحيدة، وهي أحبت أن تزف الخبر إلى كل الناس..

حيث نشرت صورة لها مع طفلتها، عبر صفحتها الرسمية على موقع "انستقرام"، وكتبت تحتها تعليقاً عكس معاناتها للفوز بحضانة إبنتها،
وقالت: "6 سنوات مرّت وأنا أصارع من أجلك.. لقد بذلت كلّ جهدي لإبقائك معي والفوز بك.
أفضل هدية في عيد ميلادي هي أنتِ..
مبروك يا ابنتي لقد فزت بحضانتك. يداً بيد سوف نكبر معاً".

## تقديم البرامج
في عام 2007 خاضت تجربة تقديم البرامج التلفزيونية للمرة الأولى على شاشة قناة العربية
التابعة لشبكة قنوات أم بي سي، من خلال برنامج محطات وهو يعنى بالموضة وتنسيق الأزياء.

### أعمالها
- برنامج محطات، قناة العربية، 2007
- برنامج صباح العربية، قناة العربية، 2007
- تقديم مسابقة ملك جمال لبنان، إم تي في اللبنانية، 2017

## عالم تصميم الحقائب
في ديسمبر 2015 بدأت رحلة أُخرى في حياتها باستثمار موهبتها في تصميم مجموعة حقائب نسائية راقية تحمل اسم «Diva by Sandra R».
كما أكدت "إن الهدف الأساسي هو أن تشعر كل من تحمل هذه الحقيبة بأنها ملكة".

## المشاركة في ديو المشاهير
في نوفمبر 2017 شاركت في الموسم الخامس من البرنامج الغنائي ديو المشاهير على قناة إم تي في اللبنانية
لدعم إحدى المؤسسات الخيرية وحققت المركز الخامس بوصولها للبرايم ربع النهائي.
تبرعت لجمعية Longwing Butterfly Association وهي جمعية تعنى بالأطفال الذين يعانون من الهيموفيليا، بشيك قيمته 8000 دولار.
وغنت خلال العرض مع العديد من نجوم الغناء في العالم العربي مثل راغب علامة، لطيفة التونسية، ملحم زين، كارول سماحة، مايا دياب، وغيرهم.

## التمثيل
بعد مشاركتها في برنامج ديو المشاهير انهالت عليها العروض للتمثيل في المسلسلات اللبنانية والمصرية.
وصرحت إنها لا تَقْبل إلا بإدوار البطولة وقالت: "طبعاً، ولماذا أقبل بغيرها! سواء كان العمل بطولة أو غير بطولة، المهمّ أن نعرف كيف نؤديه، فلماذا لا أطلّ بدور بطولة؟ «بطّلنا ولاد لدخول التمثيل بأدوار غير البطولة، كما يوجد أساتذة أقوياء أتعامل معهم وأتحضّر للتمثيل تحت إشرافهم بشكل جيد، و«إن شاء الله خير». وحتى الآن لم أوقّع بشكل رسمي.». 
عام 2019 شاركت بمسلسل العاصي- البيت الأبيض بدور الممرضة سحر 